# Коге
Коге (на шведски: Kåge) е град в североизточна Швеция, лен Вестерботен, община Шелефтео. Разположен е около устието на река Когеелв на брега на Ботническия залив. Намира се на около 610 km на североизток от централната част на столицата Стокхолм и на около 120 km на североизток от главния град на лена Умео. От общинския център Шелефтео отстои на 6 km на север. Има малко пристанище. Населението на града е 2260 жители, по приблизителна оценка от декември 2017 г.